# Heligmomerus taprobanicus
Heligmomerus taprobanicus là một loài nhện trong họ Idiopidae.
Loài này thuộc chi Heligmomerus. Heligmomerus taprobanicus được Eugène Simon miêu tả năm 1892.